# التدخين والحمل

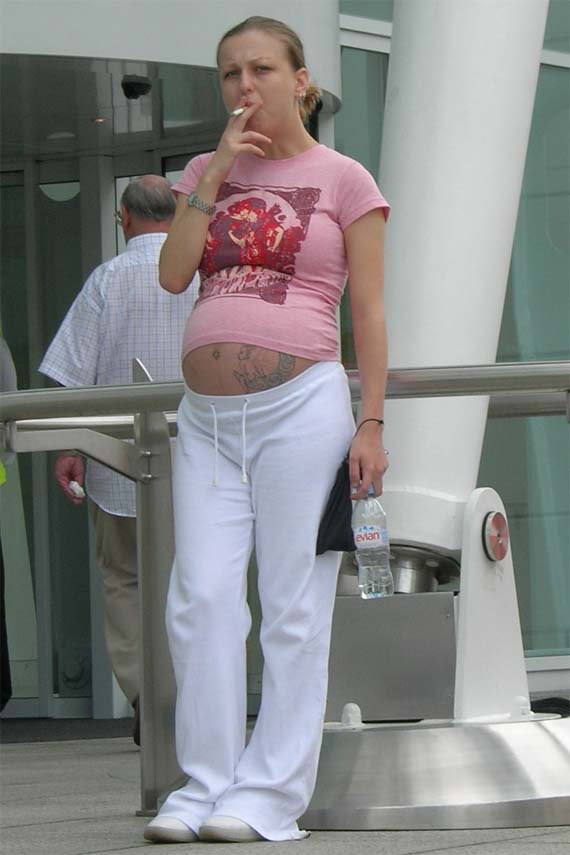
مرأة حامل تدخن خارج مستشفى في لندن.

تدخين أثناء الحمل له تأثيرات كثيرة على الصحة والتكاثر تضاف إلى الآثار الصحية العامة الأخرى. بحسب الكثير من الدراسات فإن التدخين عامل رئيسي لفقدان الحمل، كما أن التدخين عمل خطر رئيسي على صحة الجنين. يجب على المرأة الحامل عدم التدخين أثناء الحمل وبعد الولادة، لكن إذا كان هذا غير ممكن فيجب عليها تقلل السجائر التي تستهلكها لقليل المخاطر المحتملة على الأم والطفل، خصوصا في الدول النامية التي يحتاج الطفل فيها للرضاعة الطبيعية باعتبارها مصدرا رئيسيا لغذائه.

## التدخين قبل الحمل
يُنصح النساء الحوامل أو اللواتي يخططن للحمل بالتوقف عن التدخين. من المهم فحص هذه الآثار لأن التدخين قبل وأثناء وبعد الحمل يمكن أن يكون له آثار صحية ضارة للأم والطفل. في عام 2011 أُبلغ أن ما يقرب من 10٪ من النساء الحوامل في 24 ولاية أمريكية قُمنّ بالتدخين خلال الأشهر الثلاثة الأخيرة من الحمل.
وفقًا لتحليل عام 1999 نُشر في المجلة الأمريكية للطب الوقائي مفاده أن التدخين قبل الحمل يرتبط ارتباطًا وثيقًا بزيادة خطر الحمل خارج الرحم (الحمل المنتبذ).

## التدخين أثناء الحمل
ينتج عن التدخين أثناء الحمل العديد من الآثار الضارة على الصحة والإنجاب، هذا بالإضافة إلى الآثار الصحية العامة التي يتركها على الإنسان. حيث أظهرت العديد من الدراسات أن لاستخدام التبغ دور أساسي في حالات الإجهاض بين المدخنات الحوامل، كما يساهم في عدد من التهديدات الأخرى التي تهدد صحة الجنين. بشكل ضروري، يجب ألا تدخن النساء قبل أو أثناء أو بعد الحمل. إذا لم يكن هذا متاحا، فيجب تقليل عدد السجائر المستهلكة يوميا لتقليل المخاطر المحتملة على كلا من الأم والطفل. هذا ضروري بشكل خاص للنساء في البلدان النامية حيث الرضاعة الطبيعية تمثل المورد الأساسي للطفل للحصول على الغذاء.في الولايات المتحدة، تدخن النساء اللواتي حملن حملا غير مقصود بنسبة تزيد 30% عن النساء اللواتي يحملن حملا مقصودا. وتعاني النساء الحوامل المدخنات من المضاعفات التالية بنسبة تقدر ضعف ما تعاني منه الحوامل غير المدخنات:
- تمزق الأغشية الباكر
- انفصال المشيمة الباكر
- المشيمة المنزاحة[10]
- الولادة المبكرة[11]
- تأثيرات على الحبل السري[12]
- هنالك أدلة محدودة تشير إلى أن التدخين يقلل احتمال الإصابة بارتفاع ضغط الدم الحملي[13]، لكن التدخين ليس له تأثير في حالة الحمل بتوائم.[14]

### تأثير التدخين أثناء الحمل على الطفل بعد الولادة
| العيوب                        | نسبة الأرجحية |
| ----------------------------- | ------------- |
| عيوب قلبية ووعائية            | 1.09          |
| عيوب هيكلية عضلية             | 1.16          |
| عيوب نقص الأطراف              | 1.26          |
| زيادة أو نقصان في عدد الأصابع | 1.18          |
| حنف القدم                     | 1.28          |
| تعظم الدروز الباكر            | 1.33          |
| عيوب في الوجه                 | 1.19          |
| عيوب في العينين               | 1.25          |
| فلوح الوجه والفم              | 1.28          |
| عيوب الجهاز الهضمي            | 1.27          |
| انشقاق البطن الخلقي           | 1.50          |
| رتق الشرج                     | 1.20          |
| فتق                           | 1.40          |
| اختفاء الخصية الكاذب          | 1.13          |
| الإحليل التحتي                | 0.90          |
| عيوب جلدية                    | 0.82          |
| المجموع العام للعيوب          | 1.01          |

- انخفاض الوزن عند الولادة
- متلازمة موت الرضع الفجائي[16]
- عيوب وتأثيرات أخرى كما في الجدول.
- سمنة في المستقبل.[17]
- زيادة احتمال تدخين الأبناء

### الإقلاع عن التدخين أثناء الحمل
تزداد فائدة الإقلاع عن التدخين أثناء الحمل كلما كان مبكرا، خصوصا إذا كان خلال الأثلوث الأول. بحسب دراسة حديثة، إذا كانت الأم مدخنة خلال الأثلوث الأول فإن احتمال إصابة الطفل بمرض قلبي خلقي أكبر مما هي عند النساء غير المدخنات. وتنصح النساء المدخنات غير الحوامل باستعمال معالجة النيكوتين بالإعاضة. لكن يجب ملاحظة أن استخدام معالجة النيكوتين بالإعاضة للحوامل عليها الكثير من التساؤلات كون النيكوتين ما زال يصل إلى الجنين.

## التدخين بعد الولادة
التدخين أثناء الحمل وبعد الولادة يزيد من خطر الإصابة بمتلازمة موت الرضع الفجائي.

### التدخين أثناء الإرضاع
في حالة استمرار الأم بالتدخين بعد الولادة فالأفضل أن تستمر بإرضاع الطفل كون فوائد الإرضاع أكبر من مخاطر التدخين.

## ثأثير التدخين السلبي على الطفل
من مخاطر التدخين السلبي على الأطفال:
- متلازمة موت الرضع الفجائي[20][21]
- الربو[22][23]
- عدوى الجهاز التنفسي[24][25][26][27]
- خلل في وظائف الرئة وتأخر في نمو الرئتين[28]
- داء كرون[29]
- صعوبات التعلم وتأثيرات عصبية سلوكية[30][31]
- زيادة في تنخر الأسنان[32]
- زيادة في التهابات الأذن الوسطى[33][34]